# Nguyễn Thị Thanh Huyền
Nguyễn Thị Thanh Huyền (sinh 1971) là đại biểu Quốc hội Việt Nam khóa 12, thuộc đoàn đại biểu Phú Thọ.